# Константинов, Виталий Викторович
Вита́лий Викторо́вич Константи́нов (род. 28 марта 1949, Татарский Калмаюр, Ульяновская область) — советский борец классического стиля, олимпийский чемпион, Заслуженный мастер спорта СССР (1975).

## Биография
Виталий Константинов родился в 1949 году в селе Татарский Калмаюр, Ульяновской области. Чуваш.
Борьбой начал заниматься в 1965 году, в 1969 году выиграл чемпионат РСФСР, в 1970 — Кубок СССР
Принимал участие в Летних Олимпийских играх 1972 года в Мюнхене, где выиграв одну и проиграв две схватки, выбыл из соревнований.
На Летних Олимпийских играх 1976 года в Монреале боролся в весовой категории до 52 килограммов. В схватках:
- в первом круге по баллам со счётом 10-8 выиграл у Антонио Кальтабиано (Италия);
- во втором круге по баллам со счётом 17-11 выиграл у Нику Джингу (Румыния);
- в третьем круге по баллам со счётом 22-4 выиграл у Жюльена Мьюиса (Бельгия);
- в четвёртом круге на 8-й минуте тушировал Бак Сонг-Хьёна (Южная Корея);
- в пятом круге по баллам со счётом 16-11 выиграл у Рольфа Крауса (ФРГ);
- в шестом круге по баллам проиграв Коитиро Хираяма (Япония) тем не менее стал чемпионом Олимпийских игр[4]

Чемпион мира (1975), чемпион Европы (1980), серебряный призёр чемпионата Европы (1972), чемпион СССР (1976,1977,1979,1980), чемпион Спартакиады народов СССР (1980)
Окончил Московский государственный институт физической культуры. После окончания спортивной карьеры — тренер областного совета ДСО «Динамо», с 1993 года пенсионер. Майор, кавалер ордена «Знак Почёта» (1976). Судья международной категории первого класса. Почётный гражданин Ульяновской области (2003).
Живёт в Ульяновске.

## Признания
- В Ульяновске с 1998 года проводится всероссийский турнир по греко-римской борьбе на призы Виталия Константинова.
- Почётный гражданин Ульяновской области (2003)[6].
- В 2019 году у Дворца спорта «Волга-Спорт-Арена» в Ульяновске установили бюст Олимпийского чемпиона Виталия Константинова[7].
- 19.10.2023 года в Заволжском районе Ульяновска открылся центр спортивной борьбы имени В. В. Константинова[8][9][10].